# Banpo-dong
Banpo-dong là một dong (phường) của quận Seocho ở Seoul, Hàn Quốc. Khu vực này được chia thành: Banpobon-dong, Banpo 1-dong, Banpo 2-dong, Banpo 3-dong và Banpo 4-dong. Trong đó, Banpo 3-dong thuộc quyền quản lý của Jamwon-dong ở kế bên.
Banpo-dong nằm ngay phía bắc ga xe buýt tốc hành và ở phía nam sông Hán. Một số tòa nhà chung cư dù đã được xây dựng vào cuối những năm 1970 nhưng nơi này lại được xem là giàu có do vị trí trung tâm của nó ở Seoul, gần công viên sông Hán, trung tâm mua sắm và hệ thống phương tiện giao thông công cộng. Banpo-dong cũng là nơi chuyên dành cho giáo dục vì trung tâm mua sắm Banpo chứa nhiều học viện giáo dục của khu Gangnam lớn. Khu vực này hiện đang liên tục cải tạo các căn hộ cũ.
Banpo nổi tiếng với làng Seorae mang phong cách Pháp, là nơi tập trung đông đảo cư dân Pháp và các nhà hàng phong cách châu Âu, quán cà phê cũng như nhà máy rượu nằm dọc theo con phố chính.
Thư viện Quốc gia Hàn Quốc tọa lạc ở Banpo-dong, được thành lập vào năm 1945 tại Sogong-dong, Jung-gu; và sau đó được chuyển đến Banpo-dong vào năm 1988.

## Giáo dục
Các trường học ở Banpo-dong:
- Trường trung học phổ thông
  - Trường trung học phổ thông Banpo (반포고등학교)
  - Trường trung học phổ thông Sehwa (세화고등학교)
  - Trường trung học phổ thông nữ sinh Sehwa (세화여자고등학교)
- Trường trung học cơ sở
  - Trường trung học cơ sở Bangbae (방배중학교)
  - Trường trung học cơ sở Banpo (반포중학교)
  - Trường trung học cơ sở nữ sinh Sehwa (세화여자중학교)
  - Trường trung học cơ sở Sinbanpo (신반포중학교)
  - Trường trung học cơ sở Wonchon (원촌중학교)
- Trường tiểu học
  - Trường tiểu học Banpo Seoul (서울반포초등학교)
  - Trường tiểu học Gyeseong Seoul (서울계성초등학교)
  - Trường tiểu học Jamwon Seoul (서울잠원초등학교)
  - Trường tiểu học Seowon Seoul (서울서원초등학교)
  - Trường tiểu học Wonchon Seoul (서울원촌초등학교)
- Trường quốc tế
  - Trường Pháp Seoul (서울프랑스학교)[6]
  - Trường Anh Quốc Dulwich Seoul (덜위치칼리지서울영국학교)

## Giao thông
Có thể đến Banpo-dong thông qua:
- Ga xe buýt tốc hành trên tàu điện ngầm Tuyến Seoul 3, Tuyến Seoul 7, Tuyến Seoul 9
- Ga Dongjak trên tàu điện ngầm Tuyến Seoul 4, Tuyến Seoul 9
- Ga Banpo trên tàu điện ngầm Tuyến Seoul 7
- Ga Nonhyeon trên tàu điện ngầm Tuyến Seoul 7
- Ga Sinbanpo trên tàu điện ngầm Tuyến Seoul 9
- Ga Gubanpo trên tàu điện ngầm Tuyến Seoul 9
- Ga Sapyeong trên tàu điện ngầm Tuyến Seoul 9
- Ga Sinnonhyeon trên tàu điện ngầm Tuyến Seoul 9
- Bến xe buýt Seoul tốc hành

## Địa điểm tham quan và sự kiện

### Bệnh viện
- Bệnh viện Đại học Công giáo Seoul-Sungmo (가톨릭대학교 서울성모병원)
- Trung tâm Điều trị Đại học Công giáo Seoul-Sungmo
- Nha khoa trẻ em Yonsei
- Nhãn khoa Hanul
- Trung tâm phẫu thuật thẩm mỹ H

### Văn phòng cảnh sát
- Văn phòng cảnh sát Seocho Seoul
- Trung tâm hòa bình công cộng Banpo

### Công viên
- Công viên sông Hán Banpo (반포한강공원)
- Công viên Jangmi Banpo
- Công viên Shin Banpo
- Công viên Montmartre (몽마르뜨공원)

### Căn hộ chung cư
- Banpo XI
- Banpo Raemian Firstige
- Banpo Riche

### Lễ hội
- Lễ hội bắn pháo hoa Banpo
- Lễ hội âm nhạc hanbul Banpo
- Chợ đêm Bamdokkaebi Seoul

### Thư viện
- Thư viện Quốc gia Hàn Quốc (국립중앙도서관)
- Thư viện Banpo Gu Rip Seocho

### Cầu
- Cầu Banpo (반포대교)
- Cầu Nueu

### Khác
- Làng Seorae (서래마을)

## Hình ảnh

Trung tâm dịch vụ cộng đồng Banpo 1-dong
Trung tâm dịch vụ cộng đồng Banpo 2-dong
Trung tâm dịch vụ cộng đồng Banpo 3-dong
Trung tâm dịch vụ cộng đồng Banpo 4-dong
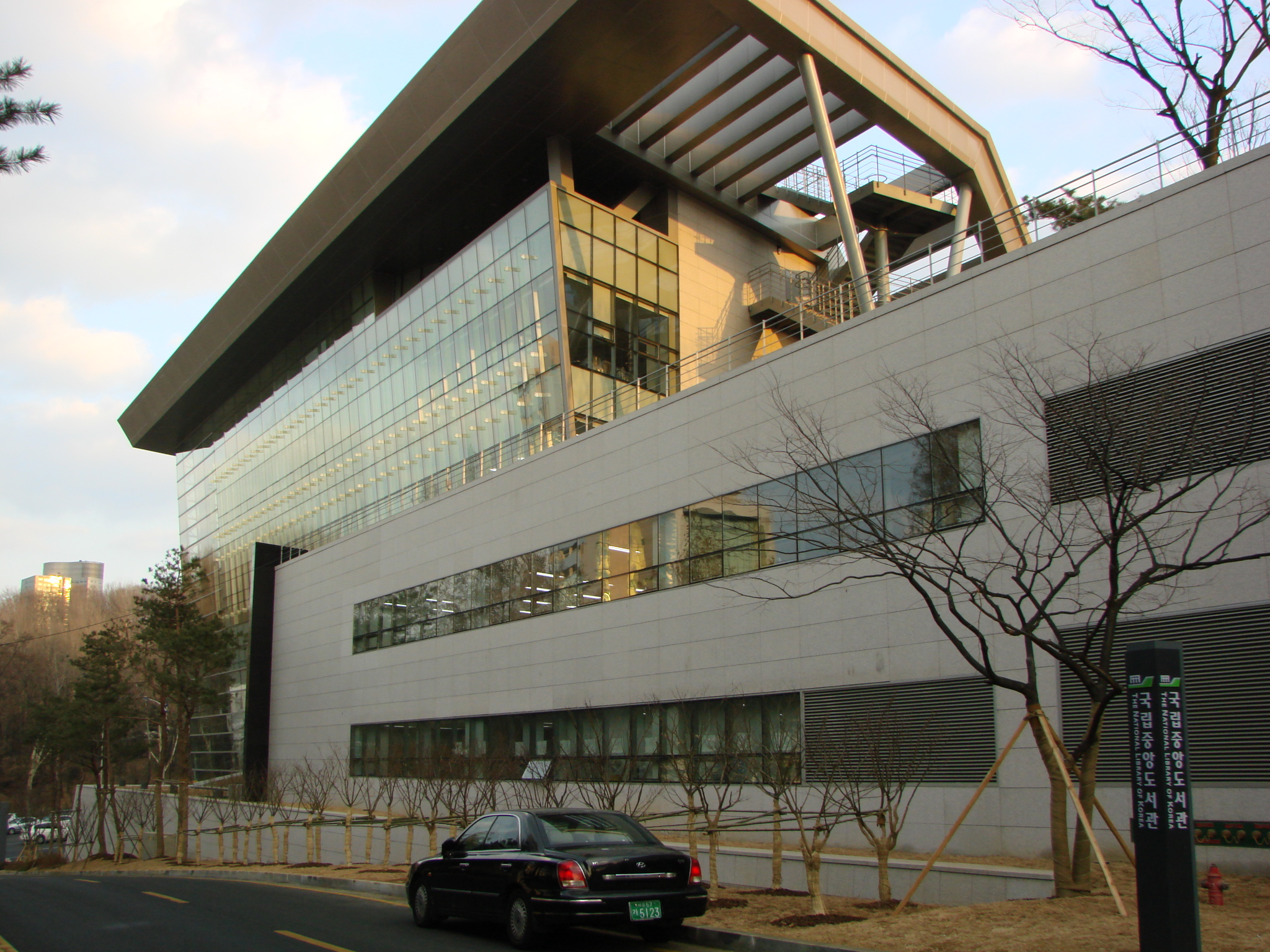
Bên ngoài Thư viện Quốc gia Hàn Quốc
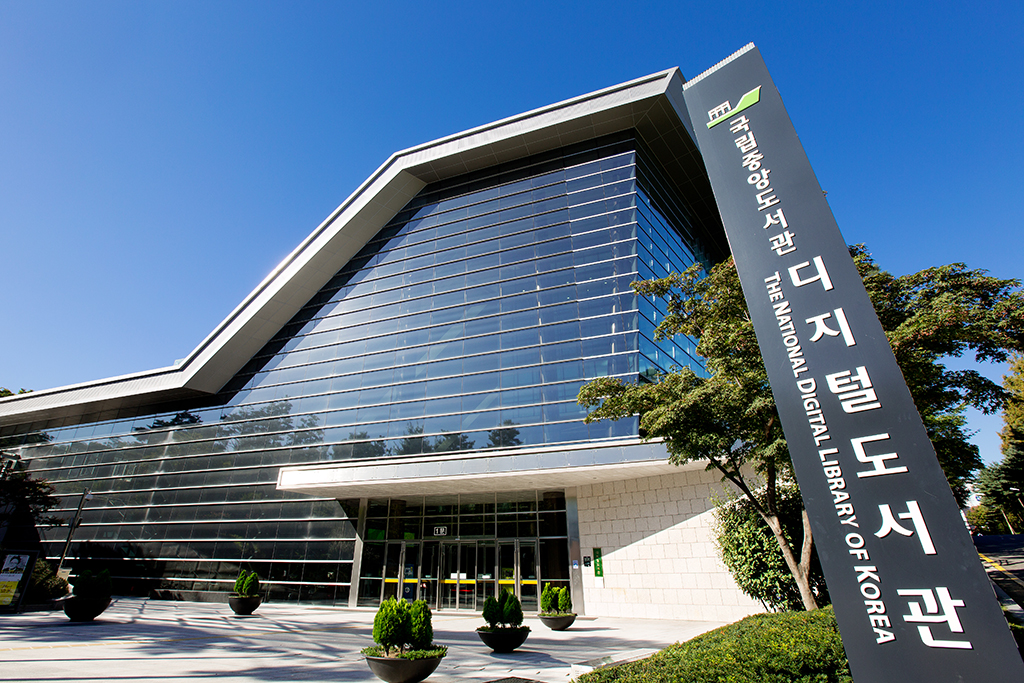
Bên ngoài Thư viện Quốc gia Hàn Quốc
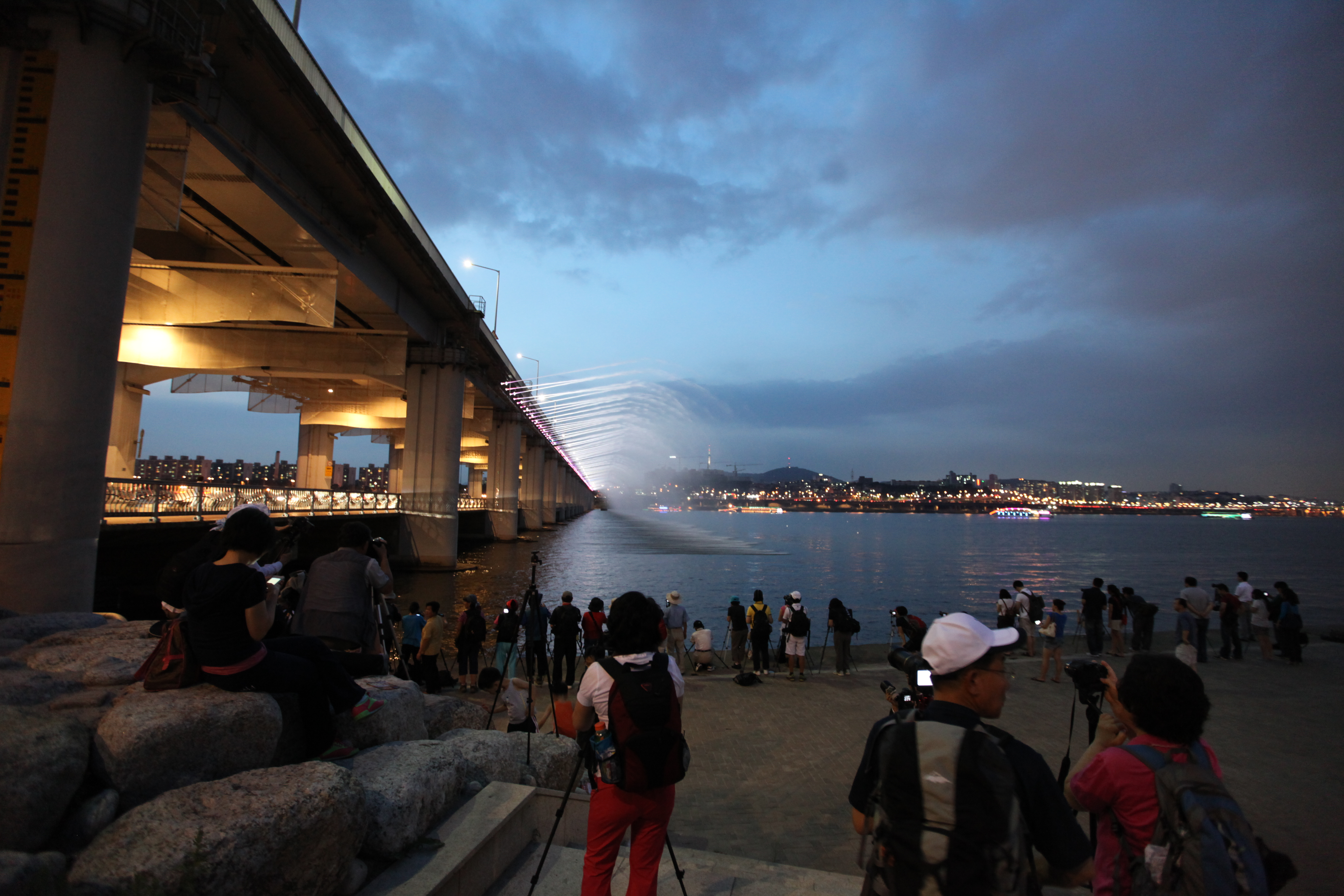
Cầu Banpo
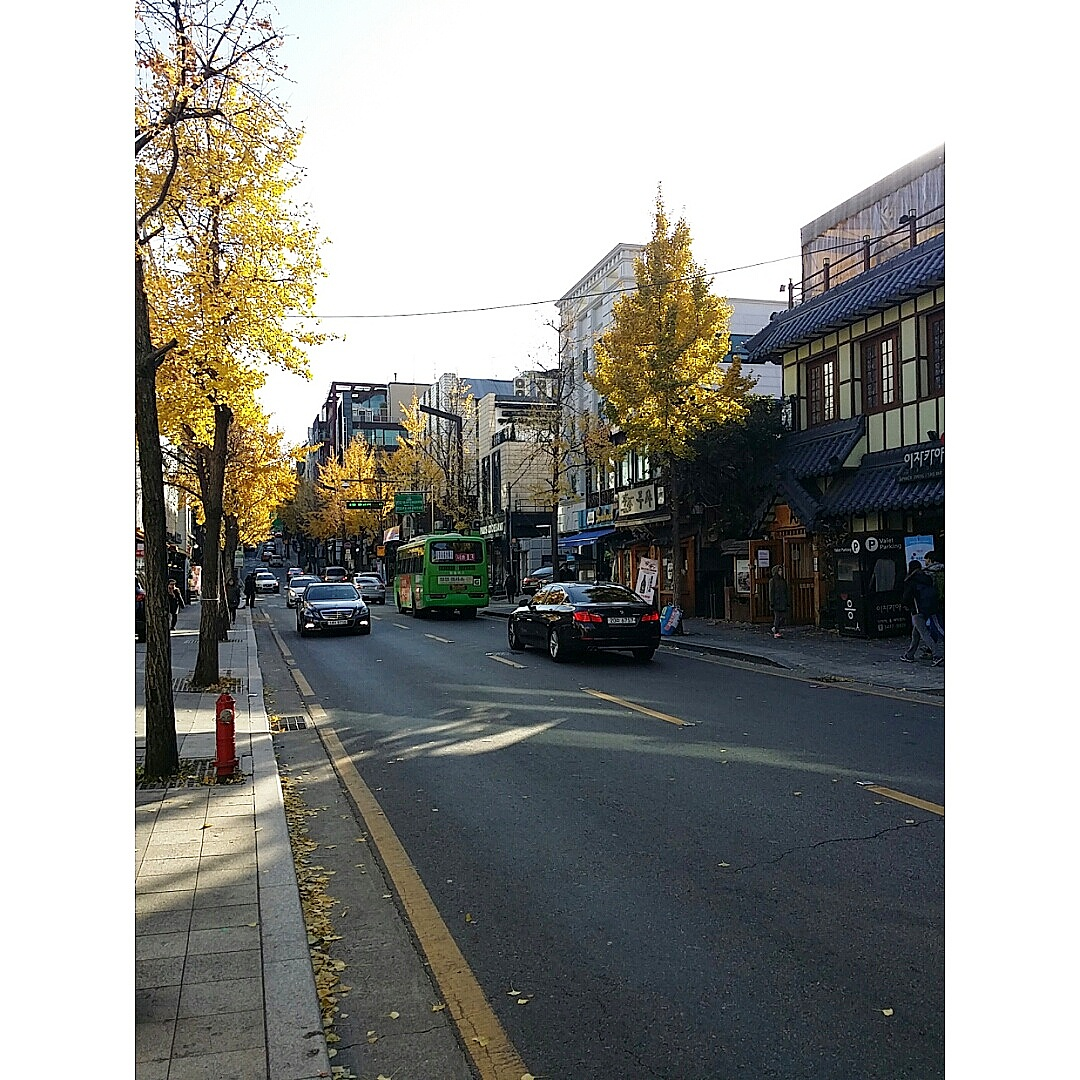
Làng Seorae
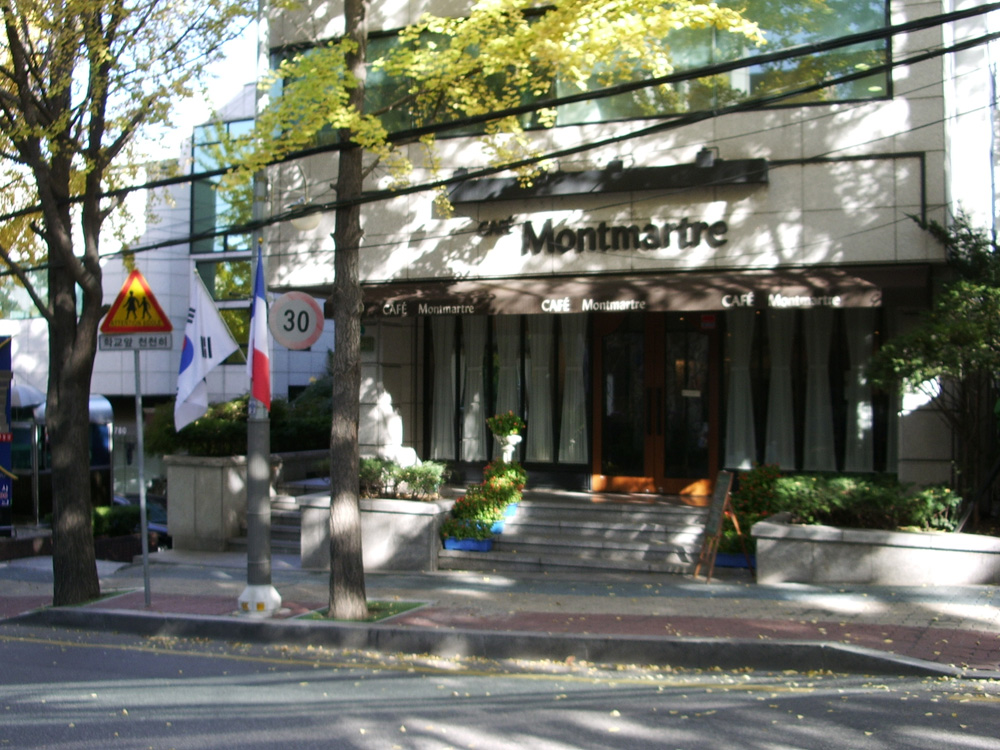
Làng Seorae
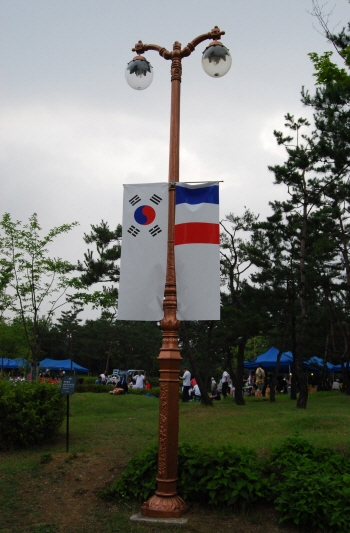
Làng Seorae